# هاري فيلدر
هاري فيلدر (بالإنجليزية: Harry Fielder)‏ هو ممثل بريطاني، ولد في 26 أبريل 1940 في لندن في المملكة المتحدة.

## وصلات خارجية
- هاري فيلدر على موقع IMDb (الإنجليزية)
- هاري فيلدر على موقع قاعدة بيانات الفيلم (الإنجليزية)